# باربارا بیلینگزلی
باربارا بیلینگزلی (انگلیسی: Barbara Billingsley؛ ۲۲ دسامبر ۱۹۱۵ – ۱۶ اکتبر ۲۰۱۰) یک هنرپیشه، و بازیگر سینما اهل ایالات متحده آمریکا بود. وی بین سال‌های ۱۹۴۵ تا ۲۰۰۷ میلادی فعالیت می‌کرد.